# Grevillea paradoxa
Grevillea paradoxa är en tvåhjärtbladig växtart som beskrevs av F. Müll.. Grevillea paradoxa ingår i släktet Grevillea och familjen Proteaceae. Inga underarter finns listade i Catalogue of Life.